# Barnes-Evans-Relation
Die Barnes-Evans-Relation setzt die Leuchtkraft bzw. indirekt die Flächenhelligkeit eines Sterns in eine Beziehung zu seinem V-R-Farbindex im UBVRI-System, welches Sterne anhand ihrer Leuchtfarbe charakterisiert. 
Sie wurde 1976 von den amerikanischen Astrophysikern Thomas G. Barnes und David S. Evans veröffentlicht. Zwar existierten bereits vor Veröffentlichung der Relation Formalismen für eine farbindex-abhängige Berechnung der Leuchtkraft von Sterne, allerdings gelang Barnes und Evans erstmals eine weitaus umfangreichere Bestätigung dieses Zusammenhangs auch für kühlere Spektralklassen bis M8, da sie im Gegensatz zu früheren Forschern auf umfangreiche Daten eines Sternbedeckungs-Programmes am McDonald-Observatorium zugreifen konnten, welches die zum Beweis der Theorie notwendigen Winkeldurchmesser verschiedener stellarer Objekte lieferte.

## Überblick
Betrachtet man zunächst den allgemeinen Zusammenhang, dass die Leuchtkraft {\displaystyle L} eines Sterns proportional zur 2. Potenz seines Lineardurchmessers {\displaystyle D} und zur 4. Potenz seiner Effektivtemperatur {\displaystyle T} ist, dann gilt folglich mathematisch:
{\displaystyle L\thicksim D^{2}\cdot T^{4}}
Verwenden wir nun die Sonne als Kalibrierungspunkt, so kann man leicht mithilfe der bolometrischen Korrektur {\displaystyle C}, des Winkeldurchmessers {\displaystyle \phi } und der scheinbaren Helligkeit im visuellen Spektrum des betrachteten Sterns {\displaystyle V} die Gleichung für die Leuchtkraft eines Sterns herleiten. Sie lautet:
{\displaystyle \log T-0{,}1\cdot C=4{,}2207-0{,}1\cdot V-0{,}5\cdot \log \phi }
Ein Hauptziel der Barnes-Evans-Relation war es nämlich, zu zeigen, dass die Rechenverfahren basierend auf der bolometrischen Korrektur oder der Effektivtemperatur zwar korrekte Ergebnisse liefern, allerdings dieselben Ergebnisse auch aus leichter Messbaren Größen wie der scheinbaren Helligkeit und dem Winkeldurchmesser eines Sterns ermittelt werden können, was eine deutlich gesteigerte, praktische Anwendbarkeit mit sich bringt.
Dabei wird der Wert der rechten Seite der Gleichung im Folgenden als {\displaystyle Fv} bezeichnet. Es gilt also für {\displaystyle Fv}:
{\displaystyle Fv=4{,}2207-0{,}1\cdot V-0{,}5\cdot \log \phi }
Wie man nun erkennen kann, ist der Wert {\displaystyle Fv} nun linear mit der scheinbaren Helligkeit im visuellen Spektrum {\displaystyle V} verknüpft und kann mit einem bekannten Winkeldurchmesser {\displaystyle \phi } konkret berechnet werden.
Dieser Leuchtkraft-Parameter {\displaystyle Fv} hängt dabei wie folgt mit der Oberflächen-Flussdichte {\displaystyle {\mathcal {Fv}}} (Einheit: Energie pro Fläche und Zeit) wie folgt zusammen:
{\displaystyle \log {\mathcal {Fv}}=4\cdot Fv\ +\ c} , wobei {\displaystyle c} eine beliebige Konstante bezeichnet, die von der betrachteten Längeneinheit abhängig ist.
Wichtig ist außerdem, dass der Wert für {\displaystyle Fv} ohne Berücksichtigung von Störeffekten wie der interstellaren Extinktion berechnet wird, da die Abweichungen, die sich aus dieser Störquelle ergäben, laut vorangegangenen Studien von Warner (1972) und Dunham et al. (1973) zu vernachlässigen sind, denn auch Barnes und Evans stellten fest, dass bei keinem der von ihnen untersuchten Sterne der Wert von {\displaystyle Fv} um mehr als wenige Zehntelmagnituden schwanken würde, wenn die Extinktion berücksichtigt würde.
Außerdem stellten Barnes und Evans fest, dass sich die Rötungslinien, die bei den Reflexions- und Brechungseffekten des Sternenlicht in den Atmosphärenschichten der Erde auftreten (Extinktion), in verschiedenen Diagrammen wiedererkennen lassen, wenn man die Größe {\displaystyle Fv} wahlweise in Abhängigkeit vom V-R-, B-V- oder R-I-Farbindex im UBVRI-System aufträgt. Allerdings müssen für weiter entfernte Sterne relativ aufwendige Verfahren angewendet werden, um Störeffekte in den Messwerten auszuschließen. Solche Sterne wurden bei den Berechnungen durch Barnes und Evans zunächst absichtlich ausgespart, um mit sicheren Messwerten zunächst die allgemeine Korrelation zwischen Farbindex und Leuchtkraft zu beweisen.
Ebenfalls durften, um die verschiedenen Werte für Winkeldurchmesser diverser Sterne vergleichbar zu machen, nur diejenigen Werte von externen Quellen herangezogen werden, die etwa im gleichen Wellenlängenbereich wie die Winkeldurchmesser, die das McDonald-Observation ermittelt hatte, denn sowohl Bonneau und Labeyrie (1973) und Currie, Knapp und Liewer (1974) hatten bereits vermutet, dass der Winkeldurchmesser bei Sternen sehr später Spektralklassen von der Wellenlänge, welche man bei der Messung selektiert, abhängig sein könnte und diesen Effekt galt es dadurch möglichst zu minimieren. Im konkreten Fall von Barnes und Evans entschied man sich für eine Wellenlänge zur Messung des Winkeldurchmessers {\displaystyle \phi } von etwa 7000 Å.
Da auch veränderliche Sterne untersucht wurden, musste unbedingt versucht werden, an photometrische Daten (also Werte von verschiedenen UBVRI-Farbindizes) zur etwa gleichen Zeit, zu der die Messung des Winkeldurchmessers des betrachteten Sterns stattfand, zu gelangen, um zeitlich bedingten Schwankungen im Spektrum vorzubeugen. Außerdem wurden einige Transformationen zwischen dem UBVRI-System nach Johnson (1966) und dem Narrow-Band-System von Eggens, der 1969 selbst eine solche Transformation entwickelte, die man nun auch nutzte.

### Der B-V-Farbindex als Argument der Leuchtkraft-Funktion Fv
Zwar konnte für den Wert {\displaystyle Fv} in Abhängigkeit vom B-V-Farbindex eine lineare Kurve auf der Basis verschiedener Beobachtungsdaten von Sternen erhalten werden, jedoch nur im Intervall {\displaystyle -0{,}88\leq (B\ V)>\,\thickapprox 1{,}5} . Nach einem Wert für B-V von 1,5 mag nehmen Störeffekte zu, denn tatsächlich führt das in der Atmosphäre kühler Sternen enthaltene Titanoxid zu einer starken Verschleierung im Spektrum des Sternenlichts. Deswegen bricht die Linearität ab diesem Wert mehr und mehr zusammen. Diese typischen Abweichungen sind auch in der nebenstehenden Abbildung für die Sterne spätester Spektralklasse R Leo und o Cet gut zu erkennen.

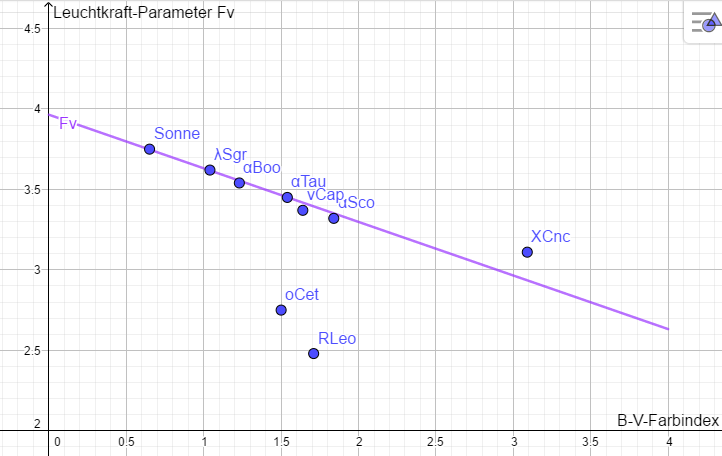
Der Leuchtkraft-Parameter Fv in Abhängigkeit vom B-V-Farbindex (Auswahl einiger Sterne)

Da die aufwendige Korrekturfunktion die Nather und Wild (1973) in einer Studie entwickelt haben, um die Titanoxid-Schleier aus den Sternenspektren herausfiltern erhebliche Unsicherheiten mit sich bringt, entschieden sich Barnes und Evans dafür die Funktion {\displaystyle Fv} nur innerhalb des oben genannten Intervalls von B-V zu definieren, wodurch sie ähnlich wie schon Warner (1972), der einen Linearkoeffizienten von 0,365 angab, auf folgende Gleichung:
{\displaystyle Fv=3{,}964-0{,}333\cdot (B\ V)}
Mit 0,333 liegt der Linearkoeffizient, den Barnes und Evans ermittelten, also sehr nahe bei Warner aus dem Jahre 1972.
Da die lineare Beziehung zwischen dem Wert {\displaystyle Fv} und B-V-Farbindex als Argument nur für ein kleines Intervall konsistent war, suchten Barnes und Evans nach einem anderen Farbindex aus dem UBVRI-System, der eine breitere Linearität zu {\displaystyle Fv} aufweist.

### Der U-B-Farbindex als Argument der Leuchtkraft-Funktion Fv
Der U-B-Farbindex konnte als mögliches Argument einer Funktionsvorschrift für {\displaystyle Fv} schnell gegenüber dem zuvor untersuchten B-V-Index ausgeschlossen werden, da unter anderem Smak (1964) gezeigt hatte, dass besonders Mira-Sterne, für die die Relation durch Barnes und Evans ebenfalls gezeigt werden sollte, aufgrund der Balmer-Emissionslinien starke und unregelmäßige Schwankungen im U-B-Farbindex aufzeigen.

### Der V-R-Farbindex als Argument der Leuchtkraft-Funktion Fv
Eines der Hauptergebnisse, welches die Studie von Barnes und Evans hervorbrachte, ist die Bestätigung eines linearen Zusammenhangs zwischen dem Wert {\displaystyle Fv} und dem V-R-Farbindex für verschiedenste Sterne in einem breiten Intervall, wobei folgende mathematische Beziehungen auf Basis zahlreicher Messdaten von Winkeldurchmessern, scheinbaren Helligkeiten und Farbindizes berechnet wurden:
{\displaystyle Fv=3{,}977-0{,}429\cdot (V\ R)} für das Intervall {\displaystyle 0{,}00\leq (V\ R)\leq \,1{,}26}
{\displaystyle Fv=3{,}837-0{,}320\cdot (V\ R)} für das Intervall {\displaystyle 1{,}26\leq (V\ R)\leq \,4{,}20}
sowie darüber hinaus:
{\displaystyle Fv=3{,}977-1{,}390\cdot (V\ R)} für das Intervall {\displaystyle -0{,}17\leq (V\ R)\leq 0{,}00}

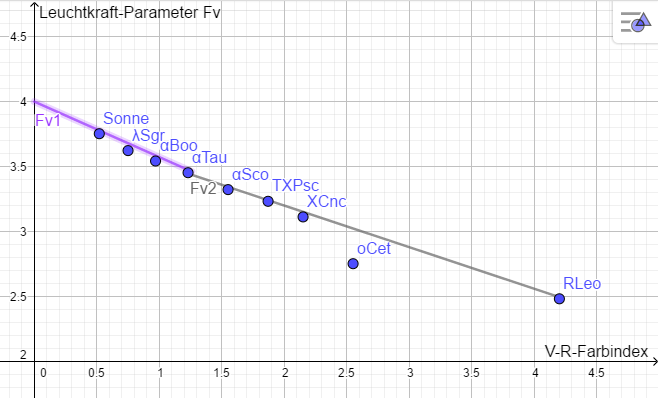
Der Leuchtkraft-Parameter Fv in Abhängigkeit vom V-R-Farbindex (Auswahl einzelner Sterne)

Aufgrund der Vielzahl an Sternentypen, deren Werte durch Barnes und Evans untersucht wurden, kann begründet vermutet werden, dass diese Beziehungen sowohl für S-Sterne, rote (Über-)Riesen, Mira-Sterne und Kohlenstoffsterne gültig sind und somit eine breite Anwendbarkeit in der Astronomie besitzen.
Da insbesondere die Daten über die veränderlichen (Mira-)Sterne unabhängig von ihrer zyklischen Entwicklungsphase trotzdem zu einer feststellbaren Korrelation des Wertes {\displaystyle Fv} mit dem V-R-Farbindex geführt haben, kann davon ausgegangen werden, dass die Barnes-Evans-Relation weitgehend unabhängig von veränderlichen Sternphasen ist. Des Weiteren wurde die Linearität zwischen {\displaystyle Fv} und dem V-R-Farbindex für den gesamten Spektralklassen-Bereich von O5 (konkreter Stern: ζ Pup) bis M8 (konkreter Stern: R Leo) nachgewiesen werden. Ausschließlich o Cet bildet einen Ausreißer im obigen Diagramm einiger untersuchter Sterne.
Eine spätere Studie von Barnes et al. (1977) ergab speziell für Sterne der Spektralklassen A bis G eine korrigierte Korrelation. Sie lautet:
{\displaystyle Fv=[3{,}966\pm 0{,}005]-[0{,}390\pm 0{,}019]} für das Intervall {\displaystyle 0{,}00\leq (V\ R)\leq 0{,}60}

### Der R-I-Farbindex als Argument der Leuchtkraft-Funktion Fv
Zwar ergibt sich auch lineare Zuordnung für den R-I-Farbindex als Argument der Größe {\displaystyle Fv}, allerdings nicht in einem so großen Definitionsbereich, denn sie lautet nach Barnes und Evans:
{\displaystyle Fv=3{,}824-0{,}386\cdot (R\ I)} für das Intervall {\displaystyle 0{,}42\leq (R\ I)\leq \,3{,}25}

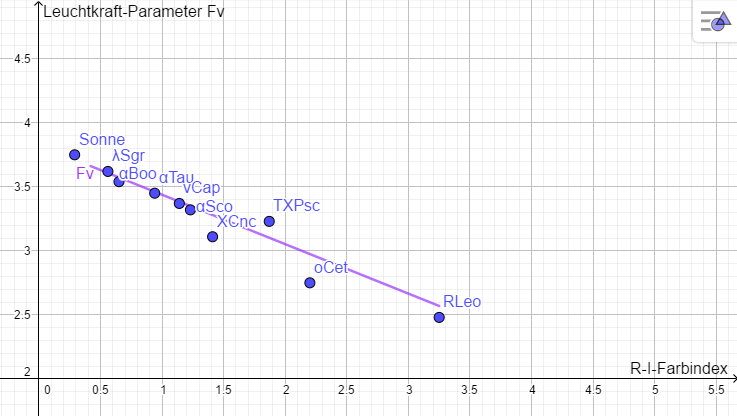
Der Leuchtkraft-Parameter Fv in Abhängigkeit vom R-I-Farbindex (Auswahl einiger Sterne)

Die teilweise starken Abweichungen von der linearen Zuordnungsvorschrift für Werte für den R-I-Index außerhalb des ermittelten Intervalls können nicht ausschließlich auf Messungenauigkeiten zurückgeführt werden, sodass wahrscheinlich Störeffekte molekularer Schleier auf das Lichtspektrum der untersuchten Sterne dafür verantwortlich sind. Siehe dazu auch diverse Beispielsterne in der Abbildung rechts.

## Entstehungsgeschichte
Bereits 1969 hatte der niederländische Astronom Adriaan Wesselink eine gewisse lineare Korrelation zwischen einem ähnlichen Wert wie dem später von Barnes und Evans benutzten Leuchtkraft-Parameter {\displaystyle Fv} und dem B-V-Farbindex beobachten können. Für kleine (ca. bis 1,5 mag) Werte des B-V-Farbindizes konnte Wesselink eine gute lineare Näherung berechnen, wobei allerdings nur 4 von 19 der durch ihn untersuchten Sterne eine Spektralklasse unterhalb von F5 besaßen, sodass die Korrelation nur für Sterne früher Spektralklassen einigermaßen glaubwürdig durch Evidenzen gestützt werden konnte.
Der amerikanische Astronom Brian Warner nahm diese Erkenntnisse 1972 zum Anlass, diese Linearität auch für vier weitere Sterne bekannter Winkeldurchmesser zu prüfen und kam somit zu der begründeten Vermutung, dass die von Wesselink entdeckte Linearität zudem auch für Sterne bis einschließlich zur Spektralklasse M2 Gültigkeit besäße. Allerdings musste Warner dafür annehmen, dass es sich bei den Sternen μ Gem und α Her um Ausreißer handele, die die ansonsten gültige Korrelation nicht bestätigen könnten, sodass er diese von seinen Auswertungen exkludierte.
Jedoch konnten Harwood et al. Warners Vermutung 1975 auf Basis diverser Messwerte von Winkeldurchmessern verschiedener Sterne mit der Okkultationstechnik, die hauptsächlich am South African Astronomical Observatory entstanden, bestätigen.
Barnes und Evans konnten ab Beginn der 1970er-Jahre erstmals auf eine umfangreiche Sammlung von Messwerten, d. h. Winkeldurchmesser und photometrische Daten, von Sternen später Spektralklassen („rote Sterne“) aus einem Programm des McDonald-Observatory zugreifen. Mithilfe dieser Daten konnte, dann nicht nur die Linearität zwischen dem Leuchtkraft-Parameter {\displaystyle Fv} innerhalb eines bestimmten Intervalls (siehe dazu Überblick) mit größerer Sicherheit bestätigt werden, sondern auch der U-B- und der R-I-Farbindex als ungeeignet als Argument einer Funktion {\displaystyle Fv} ausgeschlossen werden. Hauptsächlich fanden Barnes und Evans aber heraus, dass sich die stabilste Korrelation für den vorher wenig beachteten V-R-Farbindex ergibt.
Aufgrund der großen Anzahl an Messwerten von Winkeldurchmessern verschiedener Sterne, die entweder während der Okkultation oder mittels anderer Verfahren ermittelt wurden, konnten Barnes und Evans außerdem zeigen, dass, wenn man bloß die Wellenlänge, auf welcher effektiv gemessen wird, vereinheitlicht, die unterschiedlichen Messverfahren überraschend identische Werte mit geringen Abweichungen liefern, sodass Golds Hypothese, der die Okkultationsmessung 1954 als ungenau bezeichnete, endgültig widerlegt werden konnte.

## Anwendungen

### Berechnung der Radien von Sternen und Doppelsternen
Eine mögliche Anwendung der Barnes-Evans-Relation stellt die Abschätzung der Radien erdnaher Einzel- und Doppelsterne dar, von welchen verlässliche Daten über die Entfernung zur Erde vorliegen, wodurch beachtliche Einblicke in die Sternenentwicklung und -evolution möglich werden können. Da die Barnes-Evans-Relation bei Betrachtung des V-R-Farbindizes innerhalb der Leuchtkraftklassen Ia bis V und innerhalb der Spektralklassen B bis G frei von Effekten, die mit der Gravitation an der Oberfläche der Sterne in Zusammenhang stehen, ist, werden hauptsächlich solche Sterne für die Berechnung ihrer Radien herangezogen.
Betrachten wir nun das Dreieck, welches zwischen einem Beobachter auf der Erde und einem Stern mit dem Durchmesser {\displaystyle 2R} in einem Abstand {\displaystyle d} (in pc) entsteht, so kann unter Verwendung der Definition des Winkeldurchmessers {\displaystyle \phi } (in Millibogensekunden) folgende Formel aufgestellt werden:
{\displaystyle \phi ={\frac {2R}{d}}}
Oder mithilfe des Sonnenradius {\displaystyle R\odot }:
{\displaystyle \log {\frac {R}{R\odot }}=0{,}1074\cdot \phi \cdot d}
Nutzt man die bereits im Abschnitt Überblick ausführlich erklärte Definition des Leuchtkraft-Parameters {\displaystyle Fv}, die lautet: {\displaystyle Fv=4{,}2207-0{,}1\cdot V-0{,}5\cdot \log \phi }, dann führt dies zur erweiterten Gleichung:
{\displaystyle \log {\frac {R}{R\odot }}=7{,}4724-0{,}2\cdot V-2Fv+\log d}
Für passende (observierbare) Doppelsterne, bei denen die einzelnen Sterne beide sichtbare Spektren besitzen und sich gegenseitig periodisch bedecken/verdunkeln, können alle Größen der obigen Gleichung bis auf die Entfernung {\displaystyle d} zum Beobachtungspunkt aus spektroskopischen und photometrischen Messungen bestimmt werden, sodass {\displaystyle d} einfach berechnet werden kann. Allerdings kann der Sternenradius {\displaystyle R} solcher Doppelsterne, wenn die Entfernung {\displaystyle d} bekannt ist, ausschließlich auf Basis photometrischer Messungen bestimmt werden.
Nun sind natürlich insbesondere die Abweichungen von den mit anderen Methoden berechneten Sternradien, nämlich sowohl die zufälligen als auch die systembedingten Abweichungen, der Werte interessant. Claud H. Lacy erkannte in einer 1977 veröffentlichten Studie, dass sich tatsächlich lediglich eine Standardabweichung von 18 % im Vergleich zu den Vergleichswerten ergibt. Dies konnte jedoch erwartet werden, da der Wert des Winkeldurchmessers {\displaystyle \phi } nur im Durchschnitt mit 18 % Genauigkeit vorlag. Darüber hinaus war noch ein systematischer Fehler von etwa 2 % für {\displaystyle \phi } wegen den Kalibrierungslinien zu beachten. Die einzelnen Abweichungen waren dabei teilweise geringer oder größer als dieser gemittelte Wert. Jedoch besteht eine andere Fehlerquelle bei der Berechnung des Sternenradius mithilfe der Barnes-Evans-Relation darin, dass sich die Messtechniken der Winkeldurchmesser verschiedener Sterne unterscheiden. Für späte Spektralklassen werden Okkultationsmessungen bevorzugt, bei denen die völlige Randverdunklung der Sterne angenommen wird, während die Ergebnisse des Intensitäts-Interferometers für Sterne früher Spektralklassen meist auf einem Randverdunklungsgesetz beruhen, welches an atmosphärischen Modellen orientiert ist, um den Winkeldurchmesser {\displaystyle \phi } möglichst genau zu bestimmen. Lacy beispielsweise schätzte, dass dies abermals Abweichungen im Verhältnis {\displaystyle {\frac {R}{R\odot }}}von etwa 5 % für Sterne später Spektralklassen und von etwa 2 % für frühe Spektralklassen bedeute. Außerdem kommen auch noch die Entfernungen der Sterne vom Messpunkt als mögliche Fehlerquelle in Betracht, weswegen Lacy nur solche Sterne auswählte, die eine verlässlich bestimmte trigonometrische Parallaxe besitzen. Um vergleichbare photometrische Daten zu erhalten, muss häufig nicht nur Eggens Narrow-Band-System in das UBVRI-System, wie schon im Abschnitt Übersicht erwähnt, sondern auch das photometrische System nach Kron et al. (1957) nach der Theorie von Johnson et al. (1966) in das UBVRI-System überführt werden und war derart:
{\displaystyle R_{\mathrm {J} }=R_{\mathrm {K} }-0{,}37}                                    für das Intervall {\displaystyle (R-I)_{\mathrm {K} }\geq 0{,}4}
{\displaystyle R_{\mathrm {J} }=R_{\mathrm {K} }-0{,}20-0{,}39\cdot (R-I)_{\mathrm {K} }} für das Intervall {\displaystyle (R-I)_{\mathrm {K} }<0{,}4}
Dabei bezeichnet {\displaystyle R_{\mathrm {J} }} den R-Farbindex nach Johnson und {\displaystyle R_{\mathrm {K} }} den R-Farbindex nach Kron et al. (1957)
Um die Datenpunkte für das Radienverhältnis {\displaystyle {\frac {R}{R\odot }}} weiter zu präzisieren, schlägt Lacy vor eine Berechnung der Standardabweichung {\displaystyle \operatorname {var} \left({\frac {R}{R\odot }}\right)} wie folgt durchzuführen:
{\displaystyle \operatorname {var} \left({\frac {R}{R\odot }}\right)=4\cdot \sigma _{\mathrm {F} }^{2}+0{,}41\cdot \sigma _{\mathrm {V} }^{2}+\sigma _{\mathrm {V-R} }^{2}+0{,}19\cdot \left({\frac {\sigma }{\pi }}\right)^{2}}
Dabei bezeichnen die {\displaystyle \sigma }-Werte jeweils die Standardabweichung der indizierten Größen und das unindizierte {\displaystyle \sigma } steht für die Standardabweichung in der Parallaxe {\displaystyle \pi }.Schließlich konnte Lacy 1977 sogar zeigen, dass eine breite Übereinstimmung zwischen den Werten für die Sternenradien, die mithilfe der Barnes-Evans-Relation errechnet wurden und denen, die durch andere Methoden wie unter anderem durch Gray (1967, 1968) ermittelt wurden. Gray nutzte für seine Berechnung diverser Sternenradien eine sowohl theoretisch als auch praktisch basierte Methode, indem er eine Leuchtflussdichte-Verteilung {\displaystyle Fv} maß und die Oberflächenflussdichte-Verteilung {\displaystyle {\mathcal {Fv}}} ausgehend von einem angepassten Modell einer solaren Atmosphäre für Sterne mit bekannter Entfernung {\displaystyle d} berechnete, sodass für den Radius {\displaystyle R} dann gilt:
{\displaystyle R=d\cdot {\sqrt {\frac {Fv}{\mathcal {Fv}}}}}
Tatsächlich ergibt sich, wenn man die logarithmierten Werte {\displaystyle \log {\frac {R}{R\odot }}(Lacy)} und {\displaystyle \log {\frac {R}{R\odot }}(Gray)} gegeneinander in ein Koordinatensystem aufträgt, eine bemerkenswerte Korrelation, die sich einer perfekten 1. Winkelhalbierenden (bei exakt gleich großen Werten) annähert, obwohl Grays Werte durchschnittlich 10 % zu groß sind, was allerdings sehr wahrscheinlich an Ungenauigkeiten in Grays Berechnung begründet sein muss, da sonst die Ergebnisse von Veeder (1974) sogar um 35 – 40 % zu klein wären, obwohl sie eine exzellente Korrelation mit anderen Forschungsarbeiten zeigen.

### Berechnung der Entfernungen von Cepheiden-Sternen
Die Unsicherheit bei der Berechnung verschiedener veränderlicher Sterne, unter anderem von Cepheiden-Sterne ist in der extragalaktischen Größenordnung, also außerhalb unserer Milchstraße, ist vermutlich sehr erheblich, sodass es ein wichtiges Ziel für die Astrophysik ist, ein von den bisherigen Methoden unabhängiges Modell zur Berechnung dieser Entfernung zu entwickeln, um die möglichen systematischen Abweichungen tatsächlich erkennen zu können. Mitte 1992 setzte man zur Bestimmung der Entfernungen solcher Cepheiden noch auf die Kalibrierung einzelner Cepheiden in offenen Sternhaufen, indem man Techniken entwickelte, die an die Hauptreihe der Sterne angepasst werden sollten.
Dies veranlasste den kanadischen Astronomen Douglas L. Welch 1992 mithilfe der Barnes-Evans-Relation eine Methode zu entwickeln, welche auf der Basis präziserer photometrischer Daten und genauer bestimmten Radialgeschwindigkeiten von Cepheiden in der Milchstraße und den magellanschen Wolken, sowie mithilfe von diversen Winkeldurchmessern und Oberflächenhelligkeiten verschiedener Sterne, die auf hohe Genauigkeit hin bestimmt wurden, die Entfernung von Cepheiden-Sterne auf alternativem Wege und möglicherweise mit geringeren Abweichungen möglich macht. Tatsächlich ist es Welch somit möglich, die Entfernung von Cepheiden aus den magellanschen Wolken bis auf wenige Prozent genau zu determinieren.
Zunächst muss für die späteren Berechnungen jedoch geklärt werden, welcher Farbindex aus dem UBVRI-System, welches noch um die langwelligeren Indizes J, H und K erweitert wurde, am besten geeignet ist, denn um die einzelnen Cepheiden zuverlässig zu bestimmen, muss der gewählte Farbindex stark von der Temperatur des Sterns beeinflusst seien. Zwar sind der B-V-, als auch der U-B- und U-V-Farbindex sehr stark temperaturabhängig, jedoch zeigen sie alle zu große Abweichung aufgrund von Schleiern im Spektrum der Sterne und der Gravitation an der Oberfläche der Sterne, weswegen sie ungeeignet für vergleichbare Daten sind. Welth fand dabei heraus, dass der V-K-Farbindex die besten Werte liefern sollte, da er einen großen Wellenlängenbereich abdeckt (von V~545 nm bis K~2190 nm), welches eine hohe Temperaturabhängigkeit bewirkt und da dieser Index nur sehr leicht von Verschleierungen im Spektrum beeinflusst wird. Außerdem können schon mit einfachen Interferometern die V-, als auch die K-Phase des sichtbaren Lichtes regelmäßig auf Genauigkeiten von ca. 1 % bestimmt werden, welches auf andere langwellige Phasen wie L nicht zutrifft.
Nach zahlreiche Fourier-Modellierungen für die periodischen Schwankungen im Spektrum der Cepheiden, erhält Welth einen einfachen mathematischen Zusammenhang zwischen dem Radius eines Sterns {\displaystyle R_{\mathrm {AU} }} in astronomischen Einheiten und dem mithilfe des Modells der Randverdunklung berechneten Winkeldurchmessers {\displaystyle \theta _{\mathrm {K} }}, der im Wellenlängenbereich der K-Phase (ca. 2200 nm) bestimmt wurde, um die Entfernung des Cepheiden {\displaystyle d_{\mathrm {pc} }} in Parsec bei einer Unsicherheit im Radius von {\displaystyle r_{\mathrm {AU} }} bestimmen zu können:
{\displaystyle 2\cdot r_{\mathrm {AU} }+2\cdot R_{\mathrm {AU} }=d_{\mathrm {pc} }\cdot \theta _{\mathrm {K} }}